# NStB – Sternberg bis Meyerhöfen
Die NStB – Sternberg bis Meyerhöfen waren Dampflokomotiven der k.k. Nördlichen Staatsbahn (NStB).

## Geschichte
Die elf Lokomotiven wurden 1845 von der Wiener Neustädter Lokomotivfabrik geliefert. Sie waren nach Vorbild der 2A-Lokomotiven von William Norris in Philadelphia gefertigt und hatten schräg liegende Zylinder, die sich oberhalb der erste Achse des vorderen Drehgestells befanden. Die NStB gab ihnen die Namen STERNBERG, HRADSCHIN, TRÜBAU, REICHENAU, OLMÜTZ, ALTSTADT, PRAG, BÖHMEN, KARLSTEIN, KÖNIGSSAAL sowie MEYERHÖFEN und die Betriebsnummern 11–21.
Die ersten vier hatten kleinere Treibräder als die folgenden Maschinen und damit auch ein geringeres Gewicht sowie einen geringeren Radstand.
Als 1855 die NStB an die Staats-Eisenbahn-Gesellschaft (StEG), eine private Eisenbahngesellschaft Österreich-Ungarns, verkauft wurde, erhielten die Maschinen die Betriebsnummern 12–22. Die Nummern 12–15 wurden 1858 an die Prager Eisenindustrie-Gesellschaft verkauft. Sie kamen fortan auf der Kladno-Nučicer Bahn (KND), einer Montanbahn bei Kladno, zum Einsatz.
Sowohl die Fahrzeuge der StEG, als auch die der Prager Eisenindustrie-Gesellschaft wurden in den 1860er-Jahren ausgesondert und verschrottet.